# Abbaye de Regina Laudis
L' abbaye de Regina Laudis (Reine de Louange) est une abbaye de religieuses bénédictines contemplatives située aux États-Unis à Bethlehem (Connecticut).

## Histoire
L'abbaye a été fondée en 1947 par deux religieuses venant de l'abbaye Notre-Dame de Jouarre en France, Mère Bénédicite Duss, osb, et Mère Marie-Aline de Warren, osb. Le terrain de 1,6 km2 sur lequel elle se trouve a été donné par un industriel protestant, Mr Robert Leather, désireux de lui conserver un aspect protégé et d'en faire un espace de prières. Cette fondation a inspiré un film américain avec Loretta Young, Come to the Stable (1949).
Le monastère s'est rapidement agrandi, jusqu'à inclure 37 moniales. Il a pris le rang d'abbaye en 1976 et Mère Bénédicte Duss, osb, en est devenue la première abbesse. L'abbaye a formé des oblats et des communautés laïques sous les conseils spirituels du P. Prokes, sj, mais une campagne de presse lui reprochant des méthodes autoritaires a provoqué son éloignement en 1994.
Mère David Serna, osb, est devenue la deuxième abbesse en 2001.
La communauté est réputée pour la qualité de ses chants grégoriens et son rayonnement dans les milieux intellectuels. Mère Dolorès Hart, osb, ancienne actrice, grâce à des soutiens dans les milieux artistiques, organise des pièces de théâtre soutenues par l'abbaye.